# Phonecast
Phonecast ist ein Kofferwort aus Telefon und Broadcast (Rundfunk) und bezeichnet die Verbreitung eines Rundfunkprogramms (meist Hörfunk) über einen Telefonserver für Hörer, die das aktuelle Programm über das Telefon abrufen. Diese Verbreitungsmethode gibt es bereits seit Jahrzehnten, hat aber in Europa aufgrund hoher Telefongebühren und des hohen Aufwands bei der Implementierung auf technischer Seite nur sehr begrenzt Verbreitung gefunden. Heute wird Phonecast über Medienserver im Internet realisiert (z. B. Asterisk) und über multiplexfähige Telefongateways (Übergangsstufe vom Internet) in das Telefonnetz geleitet. Die meisten Dienstleister wie z. B. Phonecaster.de (Just Digits GmbH in Heidelberg) oder PhoneCasting.com in Kingwood (Texas, USA) betreiben neben dem Internetserver auch die Gateways selbst und stellen ihren ohnehin internetbasierten Dienst somit auch für SIP-fähige Internettelefonie zur Verfügung.
Technisch ist Phonecast eine besondere Form von Streaming Media und ebenso wie dieses als Datenstrom über Punkt-zu-Punkt-Verbindungen realisiert, ist also nach rechtlicher Definition kein Rundfunkdienst. Die meisten Hörfunksender, die im Telefonnetz abrufbar sind, sind reine Internetradios und bieten diesen Dienst alternativ zum sonst üblichen Webradio an, darunter sind aber nur wenige Sender, die auch über terrestrische oder kabelgebundene UKW-Frequenzen verfügen.

## Geschichte
In Deutschland hat sich Rundfunk über das Telefonnetz aus der Tradition des Bibeltelefons und der Literaturtelefondienste entwickelt (siehe Hauptartikel dort). In den 1960er Jahren wurden Anrufbeantworter für die Einbindung in Telefonanlagen entwickelt. So stand erstmals auch unter finanziellen Aspekten eine praktikable Lösung zur Verfügung, um mehrere Anrufer gleichzeitig über dasselbe System zu versorgen. In den USA wurden bereits früh auch Radioprogramme über diesen neuen Dienst verbreitet, um Geschäftsleute im Hotelzimmer mit Börsennachrichten und über das aktuelle Tagesgeschehen zu unterrichten. In den meisten europäischen Ländern standen dieser Entwicklung die hohen Telefonkosten entgegen. Die Deutsche Bundespost richtete einen Dienst ein, über den Nachrichten, Wetter, Fahrplaninformationen und auch die klassische Zeitansage abrufbar waren. Diese waren über vorwahlfreie monopolisierte Rufnummern der Post überall zum Ortstarif verfügbar. Erst mit der Einführung der heutigen Servicerufnummern differenzierten sich die Tarife und konnten auch von privaten Unternehmen in eigener Regie angeboten werden. Dabei gab es zwei unterschiedliche technische Verfahren:
- der „klassische Anrufbeantworter“, der die Ansage auf Abruf von Beginn an abspielt und auch von privaten Institutionen betrieben wurde
- das Serververfahren der Bundespost, das in einer Endlosschleife allen Teilnehmern dasselbe Audiosignal zur Verfügung stellt

Aus letzterem Verfahren hat sich der Phonecast entwickelt. Es ist technisch gesehen das „einfachere Verfahren“ und ermöglicht Livestream in Echtzeit. Bereits der Evangeliumsrundfunk hat wenige Jahre nach Sendestart über Kurzwelle die noch neue Technik eingesetzt, um Hörer, die mit der komplizierten Empfangstechnik über Kurzwelle nicht vertraut waren, eine zusätzliche Empfangsmöglichkeit zur Verfügung zu stellen. Das Programm war nur für einen kleinen Hörerkreis zum damals bereits günstigen Ortstarif verfügbar und kostete je Verbindung 23 Pfennig, da es zu dieser Zeit im Orts- und Nahbereich noch keine Zeitbegrenzung gab. Für die übrigen Hörer fielen Telefonkosten nach dem Ferntarif an. Auch Radio HCJB (ein Missionssender aus Ecuador) bietet als einer der wenigen noch verbliebenen reinen Kurzwellensender sein Programm zusätzlich über Telefonnummern in mehreren Ländern an, darunter auch mit einer deutschen Festnetznummer und mit deutschem Programm. Einige internationale Auslandssender haben mit der aufkommenden Internetverbreitung diese aufwändigen Dienste eingestellt. Die meisten Sender boten diesen Dienst niemals an, da es vor der Etablierung des Internets aus Kostengründen erforderlich war, mindestens eine nationale Einwahlnummer in jedem Land anbieten zu können, in dem man Hörer erreichen wollte.

## Phonecast und telefongestützter „Podcast“ heute
Im Zeitalter der Telefonflatrates gewinnt Rundfunk über das Telefon wieder an Attraktivität. Beim Mobiltelefon stehen dem Nachteil der im Vergleich zum klassischen Webradio geringeren Tonqualität ein geringerer Stromverbrauch beim Internetempfang über das gleiche Gerät gegenüber. Außerdem sind im Mobilfunk Telefonflatrates derzeit noch verbreiteter als Internetflatrates. Deshalb bietet Phonepublisher.com diese Dienste zusammen mit Hörbuchprogrammen und Stadtführungen für den mobilen Empfang im Auto bzw. Handy an, auch zusammen mit Identitätsmanagement (hörberechtigte Telefonnummern). Während dort im Streamingbereich hauptsächlich Internetsender zum Portfolio gehören, darunter auch viele kleine und private Projektradios, verbreitet Phonecaster.de einige etablierte und professionell gestaltete Programme wie das des ERF, HCJB, Mallorca 95,8 Das Inselradio und andere Sender. Die beiden Dienstleister teilen den Markt im deutschen Festnetz im Wesentlichen unter sich auf.
Einige Sender verbreiten lediglich Podcastangebote zusätzlich zum Internet auch über das Telefon, darunter die Nachrichten von Deutschlandradio, Netzeitung.de oder das Podcastangebot von AUTO BILD TV. Sie ergänzen somit ihr Webradioangebot durch besondere Angebote für Handynutzer.